# Mythicomyia sedonae
Mythicomyia sedonae is een vliegensoort uit de familie van de Mythicomyiidae. De wetenschappelijke naam van de soort is voor het eerst geldig gepubliceerd in 1989 door Evenhuis.